# 中国洛阳牡丹文化节
中国洛阳牡丹文化节，指的是一系列由中华人民共和国文化部和河南省人民政府主辦的旅遊節，在每年春季的牡丹花期中展開，以洛阳牡丹的歷史、品種、藝術品、園林景色为主题，是現代中国的四大名会之一。

## 历史
其前身是洛阳牡丹花会，自1982年洛阳市政府将牡丹定为“市花”以来，洛阳已连续举办了三十多届牡丹花会，成為向外國展示中國文化的一個重要窗口。目前，中国洛阳牡丹文化节不僅僅是牡丹，從2010年代開始迅速和唐代建築、漢服文化、打卡等年青人的旅遊方式緊密結合，已成为洛阳展現本城市文化自信的主要渠道之一。

## 举办地
- 主会场（现行）：王城公园
- 輔会场：洛阳市隋唐遗址植物园，神州牡丹园，洛阳国花园等。

## 吉祥物
- 红红（左）、丹丹（右）

每一年的吉祥物理论上应不一样，但红红丹丹是现行吉祥物，近些年吉祥物设定已淡化。早年的吉祥物还有芳芳、牡丹仙子等。